# قسم لالة زار الريفي (مقاطعة بردسير)
قسم لالة زار الريفي (بالفارسية: دهستان لاله‌زار) هي منطقة سكنية تقع في إيران في كرمان. يقدر عدد سكانها بـ 5,543 نسمة .